# XpressMusic

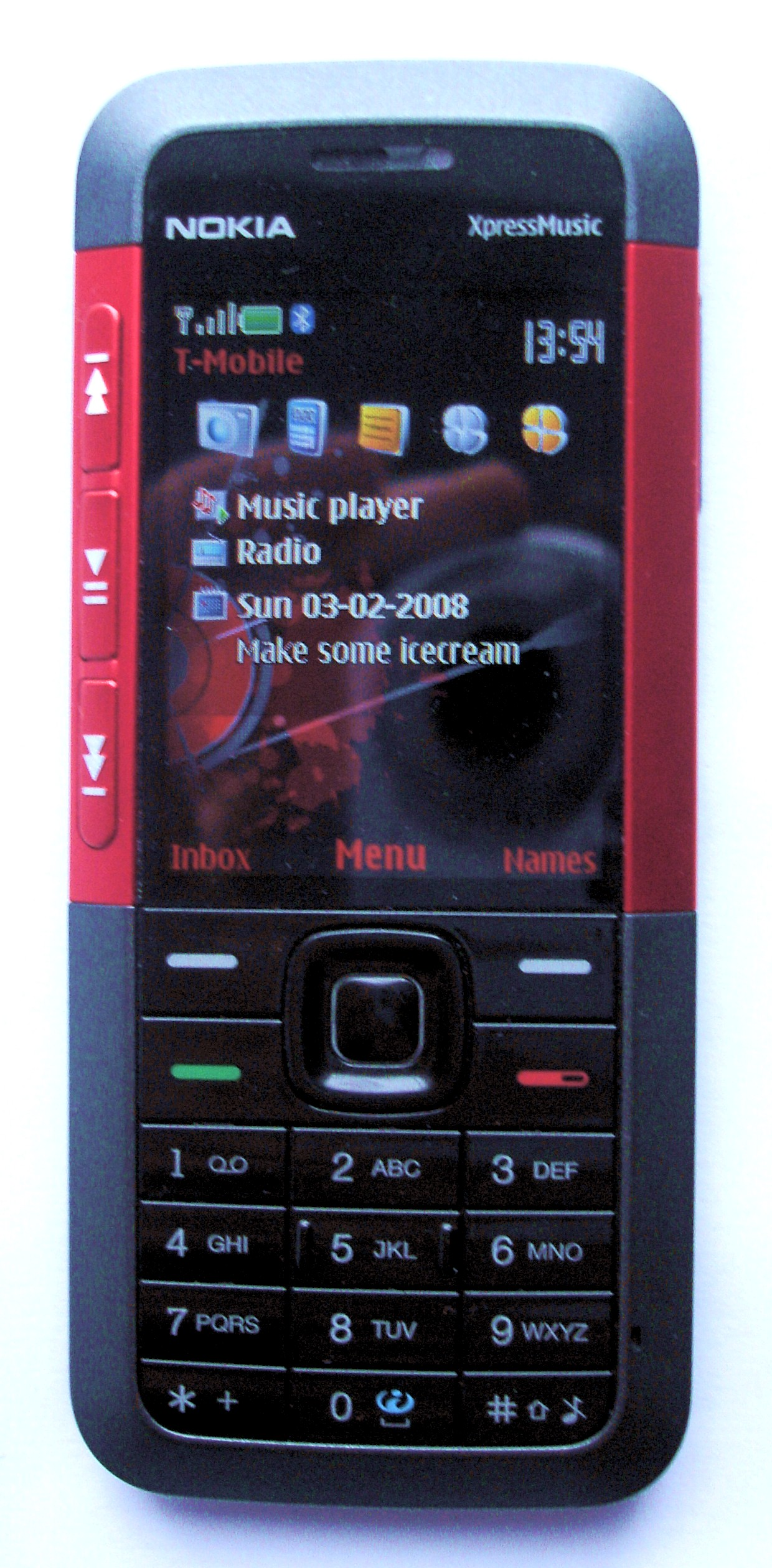
Nokia 5310 da linha XpressMusic.

XpressMusic foi uma linha de telefones celulares lançados pela Nokia entre os anos de 2006 a 2010 especialmente projetados para reprodução de música. Todos os aparelhos XpressMusic vêm com slots de memória MicroSD expansíveis e teclas dedicadas para música, para poderem ser usados como tocadores de MP3. Rivalizava principalmente com a linha Walkman da Sony Ericsson e da linha ROKR da Motorola.
Em 2006 foram lançados os primeiros modelos o Nokia 3250 e o 5300, em 2007 foi lançado o 5700. Em 2008 foram lançados quatro modelos, já com 3G, o 5310, 5610, 5220 e 5320. Em 2009 foram lançados seis modelos: 5800, 5130, 5630, 5330, 5730 e 5530.